# Linaria bipunctata
Linaria bipunctata är en grobladsväxtart. Linaria bipunctata ingår i släktet sporrar, och familjen grobladsväxter.

## Underarter
Arten delas in i följande underarter:
- L. b. bipunctata
- L. b. glutinosa